# Priefamtannkogel
Priefamtannkogel är en kulle i Österrike.   Den ligger i distriktet Baden och förbundslandet Niederösterreich, i den östra delen av landet, 26 km sydväst om huvudstaden Wien. Toppen på Priefamtannkogel är 502 meter över havet.
Terrängen runt Priefamtannkogel är kuperad åt sydost, men åt nordväst är den platt. Terrängen runt Priefamtannkogel sluttar österut. Runt Priefamtannkogel är det tätbefolkat, med 257 invånare per kvadratkilometer.. Närmaste större samhälle är Baden, 12,7 km sydost om Priefamtannkogel. 
I omgivningarna runt Priefamtannkogel växer i huvudsak blandskog.